# Пятнистые сумчатые куницы
Пятнистые сумчатые куницы, или сумчатые кошки (лат. Dasyurus), — род млекопитающих семейства хищных сумчатых. Название получили из-за некоторого сходства с настоящими куницами и кошками.

## Внешний вид
Длина тела 25—75 см, хвоста 20—60 см; вес варьирует от 900 г (Dasyurus hallucatus) до 4—7 кг (Dasyurus maculatus). Самки мельче. Шерсть на теле обычно короткая, густая и мягкая; хвост покрыт более длинными волосами. Уши сравнительно небольшие. Окраска на спине и боках от серо-жёлтой до чёрной с многочисленными белыми пятнами; на брюхе — белая, серая или жёлтая. У самок 6—8 сосков. Выводковая сумка развивается только в период размножения и открывается назад, к хвосту; в остальное время представлена складками кожи, ограничивающими млечное поле спереди и с боков. Хорошо развиты клыки и коренные зубы.

## Распространение
6 видов этого рода распространены в Австралии, Тасмании и на Папуа — Новой Гвинее. Обитают как в лесах, так и на открытых равнинах. Образ жизни преимущественно наземный, но хорошо лазают по деревьям и скалам. Активны ночью, днём встречаются редко. Убежищем в течение дня служат щели среди камней, пещеры, дупла упавших деревьев, куда пятнистые сумчатые куницы затаскивают сухую траву и кору.

## Питание
Плотоядны, питаются мелкими млекопитающими (размером с кролика), птицами, пресмыкающимися, земноводными, рыбами, моллюсками, пресноводными ракообразными и насекомыми; поедают также падаль и фрукты. После колонизации Австралии начали охотиться на завезённые виды; с одной стороны, пятнистые сумчатые куницы причиняют некоторый вред, разоряя курятники (одной из причин сокращения их численности стало их истребление фермерами), с другой — являются полезными животными, уничтожающими насекомых-вредителей, крыс, мышей и кроликов.

## Размножение
Вне сезона размножения ведут одиночный образ жизни. Размножаются один раз в год, австралийской зимой — с мая по июль. Беременность длится 16—24 дня. В помёте 2—8 детёнышей, хотя бывает до 24—30. Численность пятнистых сумчатых куниц в Австралии сильно уменьшилась из-за эпизоотий начала XX века, уничтожения мест обитания, истребления людьми и пищевой конкуренции с завезёнными хищниками (кошки, собаки, лисы), но они ещё довольно многочисленны в Тасмании и на Новой Гвинее. Все австралийские виды внесены в Международную Красную книгу.

## Виды
- Новогвинейская сумчатая куница (Dasyurus albopunctatus), водится на Новой Гвинее;
- Чернохвостая сумчатая куница (Dasyurus geoffroii), исчезла везде, кроме эвкалиптовых лесов на юго-западе Западной Австралии, хотя изначально была широко распространена в восточной и южной Австралии, а также в пустынных участках Центральной Австралии; занесена в Красную книгу МСОП со статусом «уязвимый» (Vulnerable);
- Северная сумчатая куница (Dasyurus hallucatus);
- Пятнистохвостая сумчатая куница (Dasyurus maculatus);
- Бронзовая сумчатая куница (Dasyurus spartacus), водится на Новой Гвинее;
- Крапчатая сумчатая куница (Dasyurus viverrinus).